# Schijnvliegveld Schandelo
Het Schijnvliegveld Schandelo was een schijnvliegveld (Duits: Scheinflugplatz, SF) in de Veldense buurtschap Schandelo, waarmee de Duitse luchtmacht tijdens de Tweede Wereldoorlog de indruk wilde wekken dat hier een vliegbasis lag.
Het schijnvliegveld diende om de aandacht af te leiden van de Fliegerhorst Venlo, die zes tot negen kilometer zuidelijker lag. Schijnvliegvelden waren provisorische nabootsingen, waarbij vijandelijke piloten vooral 's nachts van bovenaf de indruk moesten krijgen dat er een echte vliegbasis was.
Dergelijke schijnvliegvelden gebruikten de Duitsers ook elders, om als afleiding te dienen voor de werkelijke Fliegerhorsten. Schandelo had de aanduiding SF-39.
Anno 2023 zijn nog restanten van dit schijnvliegveld in het landschap zichtbaar, waaronder een bunker.